# Rikoschettschuss
Bei einem Rikoschettschuss (auch Ricochet-Schuss, von franz. ricocher, „abprallen“), auch Prellschuss und früher zeitweilig Enfilierschuss (von franz. enfiler, „aufreihen“ oder „einfädeln“), wird ein Geschoss (oftmals eine Kanonenkugel) so abgefeuert, dass es im Zielgebiet mit flachem Winkel auftrifft und abprallt (rikoschettiert). Diesen Effekt nutzte man bei der Artillerie des 18. und 19. Jahrhunderts bewusst aus, um dadurch entweder eine größere Reichweite zu erzielen, als dies normalerweise möglich gewesen wäre, oder um durch die mehrfachen Aufschläge der Kugel im Ziel eine größere Wirkung zu erzielen.

## Definition
Trifft ein Ball oder eine Vollkugel mit einer flachen Flugbahn einen harten Boden, prallt sie ab und springt mit einem (etwas) steileren Winkel erneut in die Luft, wobei jeder folgende Sprung kürzer ist als der vorhergehende. Diese Regel gilt auch für Kanonenkugeln. Allerdings verschossen die ersten Geschütze – genau wie die Belagerungsmaschinen des Mittelalters – meist Steinkugeln, die vor allem durch ihr Gewicht wirkten und bei einem Aufprall auf ein hartes Ziel häufig zerbarsten, sodass der Prellschuss erst nach der Einführung von gusseisernen Kanonenkugeln (kurz vor 1500) häufiger zu beobachten war. Da der Erfolg beziehungsweise die Wirkung eines Prellschusses von mehreren unvorhersehbaren Parametern abhängt, lässt sich ein solcher Schuss selten genau reproduzieren: Trifft beispielsweise eine Kugel einen Acker, so verhält sie sich unterschiedlich, je nachdem, ob und in welcher Richtung dieser vorher gepflügt worden ist und ob die getroffene Stelle feucht oder trocken ist. Da ein Prellschuss stark vom Zufall abhängt (das heißt vor allem von der augenblicklichen Bodenbeschaffenheit des Zielgebietes), wurde er lange Zeit kaum bewusst versucht, auch wenn seine verheerende Wirkung immer wieder beobachtet wurde.

## Das Rikoschettieren
Schon während des 16. Jahrhunderts suchte man bei Belagerungen mit Vorliebe die Brustwehr des Walls zu „enfilieren,“ also die Walllinie in Längsrichtung zu bestreichen. Bei den Belagerungen von Maastricht (1673) und Philippsburg (1688) ließ der französische Marschall Sébastien Le Prestre de Vauban erstmals spezielle „Rikoschettierbatterien“ anlegen und versuchte die Artilleristen davon zu überzeugen, nur noch ganz flach in Längsrichtung über die Brustwehr zu schießen. Dies hielten die Kanoniere jedoch für zu schwierig und zu wenig wirksam, sodass er in beiden Fällen auf passiven Widerstand stieß. Daher ließ Vauban anschließend Schießversuche durchführen, bis die Kanonenkugel bei einem ganz flachen Schuss und mit erheblich reduzierten Treibladungen regelmäßig in einem niedrigen Bogen wieder emporprallte. Dennoch konnte auch damit ein regelmäßiges Rikoschettieren nur bis zu einer Entfernung von etwa 500 bis 700 Schritt erreicht werden; bei größeren Entfernungen waren dann entweder wieder stärkere Treibladungen, welche die Kugeln nach dem Aufprall wieder hoch in die Luft abspringen ließen, oder aber größere Rohrerhöhungen notwendig, bei denen sich die Kugeln dann aber meist in die Erde bohrten, ohne abzuprallen.
Weithin bekannt wurde diese Technik durch die Belagerung von Ath (1697), während der es Vauban mit Hilfe des Rikoschettierens gelang, die Artillerie der Festung innerhalb von nur 24 Stunden zum Schweigen zu bringen. Um dieser neuen Gefahr zu begegnen, wurden in der Folge bei den meisten Festungen Europas die Geschützstände auf den Wällen mit hohen Traversen versehen, und mit der Einführung des Polygonalsystems (um 1820) war im Festungsbau die Gefahr des Rikoschettierens weitgehend gebannt.
Während des 18. Jahrhunderts wurde die Technik des Rikoschettierens in erster Linie von der französischen Artillerie durch zahlreiche Versuche systematisch weiterentwickelt. In den anderen Armeen dagegen fand diese Methode keinen großen Anklang, da man zur Überzeugung kam, dass der dafür notwendige Aufwand in keinem rechten Verhältnis zum Erfolg stand (im 18. und 19. Jahrhundert wurden auch in Deutschland eine Reihe von Schießversuchen durchgeführt). Deshalb verwendete die Artillerie der meisten deutschen Staaten bei Belagerungen lieber Haubitzen zum Enfilieren der Walllinien, die mit ihren Granaten sogar auf größere Entfernungen besser diesen Zweck erfüllten, und gab in der Feldschlacht gegen Infanterie auf kürzere Entfernungen den Kartätschen den Vorzug.

## Belege und Anmerkungen
1. ↑  Brockhaus' Konversationslexikon. Band 13, F. A. Brockhaus, Leipzig 1908, S. 886.
2. 1 2  Vgl. den Eintrag Flugbahn in: Wilhelm Rüstow: Militärisches Handwörterbuch. 1859 (Digitalisat in der Google-Buchsuche).
3. ↑  Hans Delbrück: Geschichte der Kriegskunst. Band IV, 1920, S. 41ff.
4. ↑  Bernhard von Poten: Handwörterbuch der gesamten Militärwissenschaften. 1879, s. v. Rikochettieren und s. v. Rikochettschuß
5. ↑  die Obergrenze, mit der die Kugeln auf den Boden noch auftreffen können, wenn sie von dort wieder abprallen sollen, liegt bei etwa 7 Grad (Johann Gottfried von Hoyer: Allgemeines Wörterbuch der Kriegsbaukunst. s. v. Rikoschettbatterie) – Diese Zahl kann bei anderen Autoren variieren; sie ist abhängig von mehreren Faktoren, etwa von der Art und Beschaffenheit des Bodens, der Größe der Kugel usw.
6. ↑  Johann Gottfried von Hoyer: Allgemeines Wörterbuch der Kriegsbaukunst. s. v. Rikoschettbatterie.
7. ↑  Bernhard von Poten: Handwörterbuch der gesamten Militärwissenschaften. 1879, s. v. Rikochettbatterie.
8. ↑  Bernhard von Poten: Handwörterbuch der gesamten Militärwissenschaften. 1879, s. v. Rikochettschuß.